# Parafia św. Apostołów Piotra i Pawła w Rogajnach
Parafia świętych Apostołów Piotra i Pawła w Rogajnach – parafia rzymskokatolicka w diecezji elbląskiej. Erygowana 25 sierpnia 1993 roku przez biskupa elbląskiego Andrzeja Śliwińskiego.
Na obszarze parafii leżą miejscowości: Rogajny, Grądki, Grużajny, Gryżyna, Leżnica, Nowy Cieszyn, Rzędy, Sałkowice, Skolimowo, Surowo. Tereny te znajdują się w gminie Pasłęk w powiecie elbląskim w województwie warmińsko-mazurskim.
Kościół parafialny w Rogajnach został wybudowany w 1990 roku, poświęcony 29 czerwca 1990 roku.

## Proboszczowie
- od 1993 – ks. Andrzej Jerzy Lietz